# Зелінець (Великопольське воєводство)
Зелінець (пол. Zieliniec) — село в Польщі, у гміні Колачково Вжесінського повіту Великопольського воєводства.
Населення — 475 осіб (2011).
У 1975-1998 роках село належало до Познанського воєводства.

## Демографія
Демографічна структура станом на 31 березня 2011 року:
|          | Загалом | Допрацездатний вік | Працездатний вік | Постпрацездатний вік |
| -------- | ------- | ------------------ | ---------------- | -------------------- |
| Чоловіки | 231     | 59                 | 159              | 13                   |
| Жінки    | 244     | 65                 | 137              | 42                   |
| Разом    | 475     | 124                | 296              | 55                   |